# Torneo di Wimbledon 2015
Il Torneo di Wimbledon 2015 è stata la 129ª edizione dei Championships, torneo di tennis giocato sull'erba e terza prova stagionale dello Slam per il 2015; si è disputata tra il 29 giugno e il 12 luglio 2015 sui 19 campi dell'All England Lawn Tennis and Croquet Club, comprendendo per la categoria Seniors i tornei di singolare maschile e femminile, e di doppio maschile, femminile e misto. I campioni in carica dei singolari maschile e femminile erano rispettivamente Novak Đoković e Petra Kvitová.
Đoković si è confermato campione del torneo di singolare maschile, battendo anche quest'anno Roger Federer in quattro set.
Kvitova non è riuscita nell'impresa di riconquistare il titolo, venendo eliminata al terzo turno da Jelena Janković. Il titolo di singolare femminile è stato portato a casa da Serena Williams. L'americana ha sconfitto in finale Garbiñe Muguruza in due set. Con la conquista del trofeo, la giocatrice afro-americana è riuscita il quarto Slam consecutivo tra due stagioni (striscia partita dagli US Open 2014) per la seconda volta in carriera (impresa riuscitale tra il 2002 e il 2003). Inoltre è diventata anche la giocatrice più anziana a vincere un titolo del Grande Slam nell'Era Open a 33 anni e 289 giorni, superando il precedente record di Martina Navrátilová, quando vinse il Torneo di Wimbledon 1990 a 33 anni e 263 giorni.

## Sommario
Il singolare maschile è vinto dal serbo Novak Đoković, testa di serie n.1. Al primo turno batte il tedesco Philipp Kohlschreiber per 6-4, 6-4, 6-4. Nel turno successivo tocca al finlandese Jarkko Nieminen la sconfitta per 6-4, 6-2, 6-3. Nel terzo turno, sempre in tre set, l'australiano Bernard Tomić è battuto con punteggio 6-3, 6-3, 6-3. Nel quarto turno combatte contro il sudafricano Kevin Anderson prevalendo al quinto set, per 6(6)–7, 6(6)–7, 6-1, 6-4, 7-5.
Nei quarti di finale supera la testa di serie n.9  il croato Marin Čilić per 6-4, 6-4, 6-4. Altra vittoria in semifinale contro il francese Richard Gasquet, 7–6(2), 6-4, 6-4. 
In finale trionfa sullo svizzero Roger Federer in quattro set, punteggio finale 7-6(1), 6(10)–7, 6-4, 6-3.
Nel torneo singolare femminile è la statunitense Serena Williams, entrata come testa di serie n.1, ad aggiudicarsi la vittoria. Al primo turno sconfigge la russa Margarita Gasparjan per 6-4, 6-1. Identico punteggio nel turno successivo contro l'ungherese Timea Babos. Al terzo turno prevale sulla britannica Heather Watson in tre set, con punteggio 6-2, 4-6, 7-5, prima di sconfiggere sua sorella Venus Williams per 6-4, 6-3.
Nei quarti di finale supera Viktoryja Azaranka per 3-6, 6-2, 6-3. In semifinale batte la russa Marija Šarapova in due set, 6-2, 6-4. Trionfa in finale sul Centre Court contro la spagnola Garbiñe Muguruza con il punteggio di 6-4, 6-4.

## Programma del torneo
Il torneo si è svolto in 13 giornate divise in due settimane, nella 1ª domenica non si sono tenuti incontri. Tradizionalmente questo giorno viene chiamato Middle Sunday.

## Qualificazioni e sorteggio
Le qualificazioni si sono disputati dal 22 al 25 giugno 2015. Si sono qualificati i vincitori del terzo turno per i singolari e del secondo turno per i doppi:
- Per il singolare maschile: Vincent Millot, Alejandro Falla, Elias Ymer, Hiroki Moriya, Luke Saville, Igor Sijsling, Pierre-Hugues Herbert, Yūichi Sugita, Nikoloz Basilašvili, John-Patrick Smith, Michael Berrer, Dustin Brown, Oleksandr Nedovjesov, Horacio Zeballos, John Millman, Kenny de Schepper.
- Per il singolare femminile: Laura Siegemund, Aljaksandra Sasnovič, Xu Yifan, Sachia Vickery, Margarita Gasparjan, Richèl Hogenkamp, Ol'ga Govorcova, Duan Yingying, Tamira Paszek, Petra Cetkovská, Bethanie Mattek-Sands, Hsieh Su-wei.
- Per il doppio maschile: Sergey Betov / Alexander Bury, Jonathan Erlich / Philipp Petzschner, Mateusz Kowalczyk / Igor Zelenay, Fabrice Martin / Purav Raja.
- Per il doppio femminile: Elizaveta Kuličkova / Evgenija Rodina, Johanna Larsson / Petra Martić, Wang Yafan / Zhang Kailin, Magda Linette / Mandy Minella.

Le wildcard sono state assegnate a:
- Per il singolare maschile: Liam Broady, Matthew Ebden, Kyle Edmund, Lleyton Hewitt, Brydan Klein, Denis Kudla, Nicolas Mahut, James Ward.
- Per il singolare femminile: Naomi Broady, Johanna Konta, Anett Kontaveit, Jeļena Ostapenko, Laura Robson.
- Per il doppio maschile: Luke Bambridge / Liam Broady, Edward Corrie / Kyle Edmund, Matthew Ebden / James Ward, Lleyton Hewitt / Thanasi Kokkinakis, Jonathan Marray / Frederik Nielsen, Ken Skupski / Neal Skupski.
- Per il doppio femminile: Naomi Broady / Emily Webley-Smith, Johanna Konta / Maria Sanchez, Jocelyn Rae / Anna Smith.
- Per il doppio misto:

Il sorteggio dei tabelloni è stato effettuato venerdì 26 giugno 2015.

## Tennisti partecipanti ai singolari

### Singolare maschile
- Singolare maschile

| Campione               | Campione                  | Finalista               | Finalista                   |
| ---------------------- | ------------------------- | ----------------------- | --------------------------- |
| Novak Đoković (1)      | Novak Đoković (1)         | Roger Federer (2)       | Roger Federer (2)           |
| Semifinalisti          |                           |                         |                             |
| Richard Gasquet (20)   | Richard Gasquet (20)      | Andy Murray (3)         | Andy Murray (3)             |
| Eliminati ai quarti    |                           |                         |                             |
| Marin Čilić (9)        | Stan Wawrinka (4)         | Vasek Pospisil          | Gilles Simon (12)           |
| Eliminati agli ottavi  |                           |                         |                             |
| Kevin Anderson (14)    | Denis Kudla (WC)          | David Goffin (16)       | Nick Kyrgios (26)           |
| Viktor Troicki (22)    | Ivo Karlović (23)         | Tomáš Berdych (6)       | Roberto Bautista Agut (20)  |
| Eliminati al 3º turno  |                           |                         |                             |
| Bernard Tomić (27)     | Leonardo Mayer (24)       | John Isner (17)         | Santiago Giraldo            |
| Fernando Verdasco      | Marcos Baghdatis          | Grigor Dimitrov (11)    | Milos Raonic (7)            |
| James Ward (WC)        | Dustin Brown (Q)          | Jo-Wilfried Tsonga (13) | Andreas Seppi (25)          |
| Pablo Andújar          | Gaël Monfils (18)         | Nikoloz Basilašvili (Q) | Samuel Groth                |
| Eliminati al 2º turno  |                           |                         |                             |
| Jarkko Nieminen        | Pierre-Hugues Herbert (Q) | Marcel Granollers       | Marsel İlhan                |
| Ričardas Berankis      | Matthew Ebden (WC)        | Alexander Zverev        | Kei Nishikori (5)           |
| Víctor Estrella Burgos | Dominic Thiem (32)        | John Millman (Q)        | Liam Broady (WC)            |
| Steve Johnson          | Kenny de Schepper (Q)     | Juan Mónaco             | Tommy Haas (PR)             |
| Jiří Veselý            | Fabio Fognini (30)        | Aljaž Bedene            | Rafael Nadal (10)           |
| Albert Ramos Viñolas   | Aleksandr Dolhopolov      | Borna Ćorić             | Robin Haase                 |
| Nicolas Mahut (WC)     | Lukáš Rosol               | Adrian Mannarino        | Blaž Kavčič                 |
| Feliciano López (15)   | Benoît Paire              | James Duckworth         | Sam Querrey                 |
| Eliminati al 1º turno  |                           |                         |                             |
| Philipp Kohlschreiber  | Lleyton Hewitt (WC)       | Chung Hyeon             | Jan-Lennard Struff          |
| Thanasi Kokkinakis     | Janko Tipsarević (PR)     | Jerzy Janowicz          | Lucas Pouille               |
| Hiroki Moriya (Q)      | Andreas Haider-Maurer     | Blaž Rola               | Gō Soeda                    |
| P Cuevas (28)          | Tejmuraz Gabašvili        | João Souza              | Simone Bolelli              |
| João Sousa             | Benjamin Becker           | Martin Kližan           | Dudi Sela                   |
| Tommy Robredo (19)     | Donald Young              | Marinko Matosevic       | Horacio Zeballos (Q)        |
| Federico Delbonis      | Lukáš Lacko               | John-Patrick Smith (WC) | Luke Saville (Q)            |
| Diego Schwartzman      | Florian Mayer (PR)        | Dušan Lajović           | Daniel Gimeno Traver        |
| Luca Vanni (LL)        | Paolo Lorenzi             | Vincent Millot (Q)      | Tim Smyczek                 |
| Oleksandr Nedovjesov   | Radek Štěpánek (PR)       | Lu Yen-hsun             | Thomaz Bellucci             |
| Gilles Müller          | Denis Istomin             | Kyle Edmund (WC)        | Elias Ymer (Q)              |
| Brydan Klein (WC)      | Serhij Stachovs'kyj       | Alejandro Falla (Q)     | Michail Kukuškin            |
| Jérémy Chardy          | Filip Krajinović          | Ernests Gulbis          | Guillermo García López (29) |
| Pablo Carreño Busta    | Michael Berrer (Q)        | Yūichi Sugita           | Nicolás Almagro (PR)        |
| Steve Darcis           | Facundo Bagnis            | Michail Južnyj          | Ruben Bemelmans             |
| Jack Sock (31)         | Malek Jaziri              | Igor Sijsling           | Damir Džumhur               |

### Singolare femminile
- Singolare femminile

| Campionessa              | Campionessa               | Finalista                 | Finalista                 |
| ------------------------ | ------------------------- | ------------------------- | ------------------------- |
| Serena Williams (1)      | Serena Williams (1)       | Garbiñe Muguruza (20)     | Garbiñe Muguruza (20)     |
| Semifinaliste            |                           |                           |                           |
| Marija Šarapova (4)      | Marija Šarapova (4)       | Agnieszka Radwańska (13)  | Agnieszka Radwańska (13)  |
| Eliminate ai quarti      |                           |                           |                           |
| Viktoryja Azaranka (24)  | Coco Vandeweghe           | Timea Bacsinszky (15)     | Madison Keys (21)         |
| Eliminate agli ottavi    |                           |                           |                           |
| Venus Williams (16)      | Belinda Bencic (30)       | Zarina Dijas              | Lucie Šafářová (6)        |
| Caroline Wozniacki (5)   | Monica Niculescu          | Ol'ga Govorcova (Q)       | Jelena Janković (28)      |
| Eliminate al 3º turno    |                           |                           |                           |
| Heather Watson           | Aleksandra Krunić         | Kristina Mladenovic       | Bethanie Mattek-Sands (Q) |
| Irina-Camelia Begu (29)  | Andrea Petković (14)      | Samantha Stosur (22)      | Sloane Stephens           |
| Camila Giorgi (31)       | Angelique Kerber (10)     | Sabine Lisicki (18)       | Kristýna Plíšková         |
| Magdaléna Rybáriková     | Tatjana Maria             | Casey Dellacqua           | Petra Kvitová (2)         |
| Eliminate al 2º turno    |                           |                           |                           |
| Tímea Babos              | Daniela Hantuchová        | Sara Errani (19)          | Julija Putinceva          |
| Jeļena Ostapenko (WC)    | Kirsten Flipkens          | Anna-Lena Friedsam        | Ana Ivanović (7)          |
| Richèl Hogenkamp (Q)     | Lesia Tsurenko            | Aljaksandra Sasnovič (Q)  | Mariana Duque Mariño      |
| Karolína Plíšková (11)   | Urszula Radwańska         | Lauren Davis              | Hsieh Su-wei (Q)          |
| Denisa Allertová         | Lara Arruabarrena Vecino  | Mirjana Lučić-Baroni      | Anastasija Pavljučenkova  |
| Sílvia Soler Espinosa    | Christina McHale          | Svetlana Kuznecova (26)   | Jana Čepelová             |
| Ekaterina Makarova (8)   | Alizé Cornet (25)         | Elizaveta Kuličkova       | Duan Yingying (Q)         |
| Ajla Tomljanović         | Elina Svitolina (17)      | Evgenija Rodina           | Kurumi Nara               |
| Eliminate al 1º turno    |                           |                           |                           |
| Margarita Gasparjan (Q)  | Petra Cetkovská (Q)       | Dominika Cibulková        | Caroline Garcia (32)      |
| Francesca Schiavone      | Roberta Vinci             | Marina Eraković           | Madison Brengle           |
| Carla Suárez Navarro (9) | Alexandra Dulgheru        | Annika Beck               | Anett Kontaveit (WC)      |
| Cvetana Pironkova        | Vitalija D'jačenko        | Alison Van Uytvanck       | Xu Yifan (Q)              |
| Johanna Konta            | Wang Qiang                | Nicole Gibbs              | Dar'ja Gavrilova          |
| Flavia Pennetta (24)     | Zhu Lin                   | Naomi Broady (WC)         | Shelby Rogers             |
| Irina Falconi            | Anna Karolína Schmiedlová | Edina Gallovits-Hall (PR) | Danka Kovinić             |
| Barbora Strýcová (27)    | Polona Hercog             | Kaia Kanepi               | Alison Riske              |
| Zheng Saisai             | Kateřina Siniaková        | Pauline Parmentier        | Teliana Pereira           |
| Varvara Lepchenko        | Jaroslava Švedova         | Mona Barthel              | Carina Witthöft           |
| Julia Görges             | Sesil Karatančeva         | Johanna Larsson           | Jarmila Gajdošová         |
| Laura Siegemund (Q)      | Tereza Smitková           | Mónica Puig               | Simona Halep (3)          |
| Sachia Vickery (Q)       | Karin Knapp               | Andreea Mitu              | Ana Konjuh                |
| Stefanie Vögele          | Yanina Wickmayer          | Bojana Jovanovski         | Eugenie Bouchard (12)     |
| Lucie Hradecká           | Klára Koukalová           | Tamira Paszek (Q)         | Misaki Doi                |
| Elena Vesnina            | Laura Robson (WC)         | Magda Linette             | Kiki Bertens              |

## Calendario

### 29 giugno (1º giorno)
Nella 1ª giornata si sono giocati gli incontri del primo turno dei singolari maschili e femminili in base al programma della giornata Archiviato il 12 luglio 2017 in Internet Archive..
| Incontri sui campi principali | Incontri sui campi principali | Incontri sui campi principali | Incontri sui campi principali |
| Incontri sul Centre Court     | Incontri sul Centre Court     | Incontri sul Centre Court     | Incontri sul Centre Court     |
| Turno                         | Vincitore                     | Perdente                      | Punteggio                     |
| ----------------------------- | ----------------------------- | ----------------------------- | ----------------------------- |
| 1º turno singolare maschile   | Novak Đoković [1]             | Philipp Kohlschreiber         | 6-4, 6-4, 6-4                 |
| 1º turno singolare femminile  | Marija Šarapova [4]           | Johanna Konta [WC]            | 6-2, 6-2                      |
| 1º turno singolare maschile   | Stan Wawrinka [4]             | João Sousa                    | 6-2, 7-5, 7-63                |
| 1º turno singolare femminile  | Sloane Stephens               | Barbora Strýcová [27]         | 6-4, 6-2                      |
| Incontri sul No. 1 Court      |                               |                               |                               |
| Turno                         | Vincitore                     | Perdente                      | Punteggio                     |
| 1º turno singolare femminile  | Serena Williams [1]           | Margarita Gasparjan [Q]       | 6-4, 6-1                      |
| 1º turno singolare maschile   | Kei Nishikori [5]             | Simone Bolelli                | 6-3, 64-7, 6-2, 3-6, 6-3      |
| 1º turno singolare maschile   | Grigor Dimitrov [11]          | Federico Delbonis             | 6-3, 6-0, 6-4                 |
| Incontri sul No. 2 Court      |                               |                               |                               |
| Turno                         | Vincitore                     | Perdente                      | Punteggio                     |
| 1º turno singolare maschile   | Nick Kyrgios [26]             | Diego Schwartzman             | 6-0, 6-2, 7-66                |
| 1º turno singolare maschile   | Jarkko Nieminen               | Lleyton Hewitt [WC]           | 3-6, 6-3, 4-6, 6-0, 11-9      |
| 1º turno singolare femminile  | Lucie Šafářová [6]            | Alison Riske                  | 3-6, 7-5, 6-3                 |

Teste di serie eliminate:
- Singolare maschile:  Tommy Robredo [19],  Pablo Cuevas [28]
- Singolare femminile:  Carla Suárez Navarro [9],  Flavia Pennetta [24],  Barbora Strýcová [27]

### 30 giugno (2º giorno)
Nella 2ª giornata si sono giocati gli incontri del primo turno dei singolari maschili e femminili in base al programma della giornata Archiviato il 12 luglio 2017 in Internet Archive..
| Incontri sui campi principali | Incontri sui campi principali | Incontri sui campi principali | Incontri sui campi principali |
| Incontri sul Centre Court     | Incontri sul Centre Court     | Incontri sul Centre Court     | Incontri sul Centre Court     |
| Turno                         | Vincitore                     | Perdente                      | Punteggio                     |
| ----------------------------- | ----------------------------- | ----------------------------- | ----------------------------- |
| 1º turno singolare femminile  | Petra Kvitová [2]             | Kiki Bertens                  | 6-1, 6-0                      |
| 1º turno singolare maschile   | Roger Federer [2]             | Damir Džumhur                 | 6-1, 6-3, 6-3                 |
| 1º turno singolare maschile   | Andy Murray [3]               | Michail Kukuškin              | 6-4, 7-63, 6-4                |
| 1º turno singolare femminile  | Caroline Wozniacki [5]        | Zheng Saisai                  | 7-5, 6-0                      |
| Incontri sul No. 1 Court      |                               |                               |                               |
| Turno                         | Vincitore                     | Perdente                      | Punteggio                     |
| 1º turno singolare maschile   | Rafael Nadal [10]             | Thomaz Bellucci               | 6-4,, 6-2, 6-4                |
| 1º turno singolare femminile  | Jana Čepelová                 | Simona Halep [3]              | 6-1, 6-1, 6-3                 |
| 1º turno singolare maschile   | Tomáš Berdych [6]             | Jérémy Chardy [WC]            | 6-2, 68-7, 7-63, 7-65         |
| Incontri sul No. 2 Court      |                               |                               |                               |
| Turno                         | Vincitore                     | Perdente                      | Punteggio                     |
| 1º turno singolare maschile   | Jo-Wilfried Tsonga [13]       | Gilles Müller                 | 7-68, 63-7, 6-4, 3-6, 6-2     |
| 1º turno singolare maschile   | Gilles Simon [12]             | Nicolás Almagro               | 6-4, 6-4, 7-5                 |
| 1º turno singolare femminile  | Ekaterina Makarova [8]        | Sachia Vickery                | 6-2, 6-4                      |

Teste di serie eliminate:
- Singolare maschile:  Guillermo García López [29],  Jack Sock [31]
- Singolare femminile:  Simona Halep [3],  Eugenie Bouchard [12],  Caroline Garcia [32]

### 1º luglio (3º giorno)
Nella 3ª giornata si sono giocati gli incontri del secondo turno dei singolari maschili e femminili ed il primo turno del doppio maschile e femminile in base al programma della giornata Archiviato il 12 luglio 2017 in Internet Archive..
| Incontri sui campi principali | Incontri sui campi principali | Incontri sui campi principali | Incontri sui campi principali |
| Incontri sul Centre Court     | Incontri sul Centre Court     | Incontri sul Centre Court     | Incontri sul Centre Court     |
| Turno                         | Vincitore                     | Perdente                      | Punteggio                     |
| ----------------------------- | ----------------------------- | ----------------------------- | ----------------------------- |
| 2º turno singolare maschile   | Novak Đoković [1]             | Jarkko Nieminen               | 6-4, 6-2, 6-3                 |
| 2º turno singolare maschile   | Santiago Giraldo              | Kei Nishikori [5]             | Walkover                      |
| 2º turno singolare maschile   | Marin Čilić [9]               | Ričardas Berankis             | 6-3, 4-6, 7-66, 4-6, 7-5      |
| 2º turno singolare femminile  | Serena Williams [1]           | Tímea Babos                   | 6-4, 6-1                      |
| Incontri sul No. 1 Court      |                               |                               |                               |
| Turno                         | Vincitore                     | Perdente                      | Punteggio                     |
| 2º turno singolare maschile   | Milos Raonic [7]              | Tommy Haas [PR]               | 6-0, 6-2, 65-7, 7-64          |
| 2º turno singolare femminile  | Heather Watson                | Daniela Hantuchová            | 6-4, 6-2                      |
| 2º turno singolare maschile   | Stan Wawrinka [4]             | Víctor Estrella Burgos        | 6-3, 6-4, 7-5                 |
| Incontri sul No. 2 Court      |                               |                               |                               |
| Turno                         | Vincitore                     | Perdente                      | Punteggio                     |
| 2º turno singolare maschile   | Grigor Dimitrov [11]          | Steve Johnson                 | 7-68, 6-2, 7-62               |
| 2º turno singolare femminile  | Marija Šarapova [4]           | Richèl Hogenkamp [Q]          | 6-3, 6-1                      |
| 2º turno singolare maschile   | Kevin Anderson [14]           | Marsel İlhan                  | 65-7, 7-66, 6-4, 6-4          |
| 2º turno singolare femminile  | Venus Williams [16]           | Yulia Putintseva              | 7-65, 6-4                     |

Teste di serie eliminate:
- Singolare maschile:  Kei Nishikori [5],  Dominic Thiem [32]
- Singolare femminile:  Ana Ivanović [7],  Karolína Plíšková [11],  Sara Errani [19]
- Doppio maschile:  Simone Bolelli /  Fabio Fognini [5],  Pablo Cuevas /  David Marrero [12]
- Doppio femminile:  Chan Yung-jan /  Zheng Jie [13]

### 2 luglio (4º giorno)
Nella 4ª giornata si sono giocati gli incontri del secondo turno dei singolari maschili e femminili ed il primo turno del doppio maschile e femminile in base al programma della giornata Archiviato il 14 luglio 2014 in Internet Archive..
| Incontri sui campi principali | Incontri sui campi principali      | Incontri sui campi principali         | Incontri sui campi principali |
| Incontri sul Centre Court     | Incontri sul Centre Court          | Incontri sul Centre Court             | Incontri sul Centre Court     |
| Turno                         | Vincitore                          | Perdente                              | Punteggio                     |
| ----------------------------- | ---------------------------------- | ------------------------------------- | ----------------------------- |
| 2º turno singolare femminile  | Sabine Lisicki [18]                | Christina McHale                      | 2-6, 7-5, 6-1                 |
| 2º turno singolare maschile   | Roger Federer [2]                  | Sam Querrey                           | 6-4, 6-2, 6-2                 |
| 2º turno singolare maschile   | Dustin Brown                       | Rafael Nadal [10]                     | 7-5, 3-6, 6-4, 6-4            |
| Incontri sul No. 1 Court      |                                    |                                       |                               |
| Turno                         | Vincitore                          | Perdente                              | Punteggio                     |
| 2º turno singolare maschile   | Andy Murray [3]                    | Robin Haase                           | 6-1, 6-1, 6-4                 |
| 2º turno singolare femminile  | Petra Kvitová [2]                  | Kurumi Nara                           | 6-2, 6-0                      |
| 2º turno singolare maschile   | Jo-Wilfried Tsonga [13]            | Albert Ramos Viñolas                  | 6-3, 6-4, 6-4                 |
| 2º turno singolare femminile  | Kristýna Plíšková                  | Svetlana Kuznecova [26]               | 3-6, 6-3, 6-4                 |
| Incontri sul No. 2 Court      |                                    |                                       |                               |
| Turno                         | Vincitore                          | Perdente                              | Punteggio                     |
| 2º turno singolare maschile   | James Ward [WC]                    | Jiří Veselý                           | 6-2, 7-62, 3-6, 6-3           |
| 2º turno singolare femminile  | Agnieszka Radwańska [13]           | Ajla Tomljanović                      | 6-0, 6-2                      |
| 2º turno singolare maschile   | Tomáš Berdych [6]                  | Nicolas Mahut [WC]                    | 6-1, 6-4, 6-4                 |
| 2º turno doppio femminile     | Chan Hao-ching Alison Van Uytvanck | Johanna Konta [WC] Maria Sanchez [WC] | 7-65, 6-2                     |

Teste di serie eliminate:
- Singolare maschile:  Rafael Nadal [10],  Feliciano López [15],  Fabio Fognini [30]
- Singolare femminile:  Ekaterina Makarova [8],  Elina Svitolina [17],  Alizé Cornet [25],  Svetlana Kuznecova [26]
- Doppio maschile:  Marin Draganja /  Henri Kontinen [15]
- Doppio femminile:  Anastasija Rodionova /  Arina Rodionova [15]

### 3 luglio (5º giorno)
Nella 5ª giornata si sono giocati gli incontri di terzo turno del singolare maschile e del singolare femminile, di secondo turno del doppio maschile e del doppio femminile e oltre ai primi turni del doppio misto in base al programma della giornata Archiviato il 7 luglio 2018 in Internet Archive..
| Incontri sui campi principali | Incontri sui campi principali       | Incontri sui campi principali       | Incontri sui campi principali |
| Incontri sul Centre Court     | Incontri sul Centre Court           | Incontri sul Centre Court           | Incontri sul Centre Court     |
| Turno                         | Vincitore                           | Perdente                            | Punteggio                     |
| ----------------------------- | ----------------------------------- | ----------------------------------- | ----------------------------- |
| 3º turno singolare maschile   | Richard Gasquet [21]                | Grigor Dimitrov [11]                | 6-3, 6-4, 6-4                 |
| 3º turno singolare maschile   | Novak Đoković [1]                   | Bernard Tomić [27]                  | 6-3, 6-3, 6-3                 |
| 3º turno singolare femminile  | Serena Williams [1]                 | Heather Watson                      | 6-2, 4-6, 7-5                 |
| Incontri sul No. 1 Court      |                                     |                                     |                               |
| Turno                         | Vincitore                           | Perdente                            | Punteggio                     |
| 3º turno singolare maschile   | Stan Wawrinka [4]                   | Fernando Verdasco                   | 6-4, 6-3, 6-4                 |
| 3º turno singolare femminile  | Marija Šarapova [4]                 | Irina-Camelia Begu [29]             | 6-4, 6-3                      |
| 3º turno singolare maschile   | Marin Čilić [9] vs. John Isner [17] | Marin Čilić [9] vs. John Isner [17] | 7-64, 65-7, 6-4, 64-7, 10-10  |
| Incontri sul No. 2 Court      |                                     |                                     |                               |
| Turno                         | Vincitore                           | Perdente                            | Punteggio                     |
| 3º turno singolare maschile   | Nick Kyrgios [26]                   | Milos Raonic [7]                    | 5-7, 7-5, 7-63, 6-3           |
| 3º turno singolare femminile  | Lucie Šafářová [6]                  | Sloane Stephens                     | 3-6, 6-3, 6-1                 |
| 3º turno singolare femminile  | Venus Williams [16]                 | Aleksandra Krunić                   | 6-3, 6-2                      |
| 1º turno doppio misto         | Ivan Dodig Ajla Tomljanović         | Neal Skupski [WC] Lisa Raymond [WC] | 7-65, 7-64                    |

Teste di serie eliminate:
- Singolare maschile:  Milos Raonic [7],  Grigor Dimitrov [11],  Leonardo Mayer [24],  Bernard Tomić [27]
- Singolare femminile:  Andrea Petković [14],  Samantha Stosur [22],  Irina-Camelia Begu [29]
- Doppio maschile:  Marcel Granollers /  Marc López [6],  Raven Klaasen /  Rajeev Ram [14]
- Doppio femminile:  Garbiñe Muguruza /  Carla Suárez Navarro [6]

### 4 luglio (6º giorno)
Nella 6ª giornata si sono giocati gli incontri di terzo turno del singolare maschile e del singolare femminile, di secondo turno del doppio maschile e del doppio femminile e oltre ai primi turni del doppio misto in base al programma della giornata Archiviato l'8 luglio 2018 in Internet Archive..
| Incontri sui campi principali | Incontri sui campi principali       | Incontri sui campi principali       | Incontri sui campi principali |
| Incontri sul Centre Court     | Incontri sul Centre Court           | Incontri sul Centre Court           | Incontri sul Centre Court     |
| Turno                         | Vincitore                           | Perdente                            | Punteggio                     |
| ----------------------------- | ----------------------------------- | ----------------------------------- | ----------------------------- |
| 3º turno singolare maschile   | Roger Federer [2]                   | Samuel Groth                        | 6-4, 6-4, 65-7, 6-2           |
| 3º turno singolare femminile  | Jelena Janković [28]                | Petra Kvitová [2]                   | 3-6, 7-5, 6-4                 |
| 3º turno singolare maschile   | Andy Murray [3]                     | Andreas Seppi [25]                  | 6-2, 6-2, 1-6, 6-1            |
| 3º turno singolare maschile   | Gilles Simon [12]                   | Gaël Monfils [18]                   | 3-6, 6-3, 7-66, 2-6, 6-2      |
| Incontri sul No. 1 Court      |                                     |                                     |                               |
| Turno                         | Vincitore                           | Perdente                            | Punteggio                     |
| 3º turno singolare femminile  | Caroline Wozniacki [5]              | Camila Giorgi [31]                  | 6-2, 6-2                      |
| 3º turno singolare maschile   | Marin Čilić [9]                     | John Isner [17]                     | 7-64, 65-7, 6-4, 64-7, 12-10  |
| 3º turno singolare maschile   | Vasek Pospisil                      | James Ward [WC]                     | 6-4, 3-6, 2-6, 6-3, 8-6       |
| Incontri sul No. 2 Court      |                                     |                                     |                               |
| Turno                         | Vincitore                           | Perdente                            | Punteggio                     |
| 3º turno singolare femminile  | Garbiñe Muguruza [20]               | Angelique Kerber [10]               | 7-612, 1-6, 6-2               |
| 3º turno singolare femminile  | Timea Bacsinszky [15]               | Sabine Lisicki [18]                 | 6-3, 6-2                      |
| 3º turno singolare maschile   | Tomáš Berdych [6]                   | Pablo Andújar                       | 4-6, 6-0, 6-3, 7-63           |
| 2º turno doppio misto         | Martina Hingis [7] Leander Paes [7] | Alizé Cornet Édouard Roger-Vasselin | 6-4, 6-2                      |

Teste di serie eliminate:
- Singolare maschile:  Jo-Wilfried Tsonga [13],  John Isner [17],  Gaël Monfils [18],  Andreas Seppi [25]
- Singolare femminile:  Petra Kvitová [2],  Angelique Kerber [10],  Sabine Lisicki [18],  Camila Giorgi [31]
- Doppio maschile:  Juan Sebastián Cabal /  Robert Farah [16]
- Doppio femminile:  Andrea Hlaváčková /  Lucie Hradecká [8],  Caroline Garcia /  Katarina Srebotnik [10]

### Middle Sunday (5 luglio)
Nella 1ª domenica del torneo non viene giocato alcun incontro; questo giorno viene tradizionalmente chiamato "Middle Sunday"

### 6 luglio (7º giorno)
Nella 7ª giornata si sono giocati gli incontri del quarto turno dei singolari maschili e femminili, del terzo turno del doppio maschile e femminile e del secondo turno del doppio misto in base al programma della giornata Archiviato il 10 luglio 2018 in Internet Archive..
| Incontri sui campi principali | Incontri sui campi principali             | Incontri sui campi principali             | Incontri sui campi principali |
| Incontri sul Centre Court     | Incontri sul Centre Court                 | Incontri sul Centre Court                 | Incontri sul Centre Court     |
| Turno                         | Vincitore                                 | Perdente                                  | Punteggio                     |
| ----------------------------- | ----------------------------------------- | ----------------------------------------- | ----------------------------- |
| 4º turno singolare femminile  | Serena Williams [1]                       | Venus Williams [16]                       | 6-4, 6-3                      |
| 4º turno singolare maschile   | Andy Murray [3]                           | Ivo Karlović [23]                         | 7-67, 6-4, 5-7, 6-4           |
| 4º turno singolare maschile   | Roger Federer [2]                         | Roberto Bautista Agut [20]                | 6-2, 6-2, 6-3                 |
| Incontri sul No. 1 Court      |                                           |                                           |                               |
| Turno                         | Vincitore                                 | Perdente                                  | Punteggio                     |
| 4º turno singolare femminile  | Marija Šarapova [4]                       | Zarina Dijas                              | 6-4, 6-4                      |
| 4º turno singolare maschile   | Stan Wawrinka [4]                         | David Goffin [16]                         | 7-63, 7-67, 6-4               |
| 4º turno singolare maschile   | Novak Đoković [1] vs. Kevin Anderson [14] | Novak Đoković [1] vs. Kevin Anderson [14] | 6-7, 66-7, 6-1, 6-4 sospesa   |
| Incontri sul No. 2 Court      |                                           |                                           |                               |
| Turno                         | Vincitore                                 | Perdente                                  | Punteggio                     |
| 4º turno singolare maschile   | Richard Gasquet [21]                      | Nick Kyrgios [26]                         | 7-5, 6-1, 67-7, 7-66          |
| 4º turno singolare femminile  | Garbiñe Muguruza [20]                     | Caroline Wozniacki [5]                    | 6-4, 6-4                      |
| 4º turno singolare maschile   | Gilles Simon [12]                         | Tomáš Berdych [6]                         | 6-3, 6-3, 6-2                 |
| 2º turno doppio misto         | Michael Venus Raluca Olaru                | Henri Kontinen [15] Zheng Jie [15]        | 6-4, 6-2                      |

Teste di serie eliminate:
- Singolare maschile:  Tomáš Berdych [6],  Kevin Anderson [14],  David Goffin [16],  Roberto Bautista Agut [20],  Viktor Troicki [22],  Ivo Karlović [23],  Nick Kyrgios [26]
- Singolare femminile:  Caroline Wozniacki [5],  Lucie Šafářová [6],  Venus Williams [16],  Jelena Janković [28],  Belinda Bencic [30]
- Doppio maschile:  Vasek Pospisil /  Jack Sock [3],  Daniel Nestor /  Leander Paes [11]
- Doppio femminile:  Alla Kudrjavceva /  Anastasija Pavljučenkova [11],  Michaëlla Krajicek /  Barbora Strýcová [14],  Anabel Medina Garrigues /  Arantxa Parra Santonja [16]
- Doppio misto:  Florin Mergea /  Michaëlla Krajicek [13],  Henri Kontinen /  Zheng Jie [15],  David Marrero /  Arantxa Parra Santonja [17]

### 7 luglio (8º giorno)
Nella 8ª giornata si sono giocati gli incontri di quarti di finale del singolare femminile, doppio maschile e femminile oltre al terzo turno del doppio misto in base al programma della giornata Archiviato il 10 luglio 2018 in Internet Archive..
| Incontri sui campi principali        | Incontri sui campi principali       | Incontri sui campi principali       | Incontri sui campi principali |
| Incontri sul Centre Court            | Incontri sul Centre Court           | Incontri sul Centre Court           | Incontri sul Centre Court     |
| Turno                                | Vincitore                           | Perdente                            | Punteggio                     |
| ------------------------------------ | ----------------------------------- | ----------------------------------- | ----------------------------- |
| Quarti di finale singolare femminile | Marija Šarapova [4]                 | Coco Vandeweghe                     | 6–3, 63–7, 6–2                |
| Quarti di finale singolare femminile | Serena Williams [1]                 | Viktoryja Azaranka [23]             | 3–6, 6–2, 6–3                 |
| Doppio maschile per invito senior    | Todd Woodbridge Mark Woodforde      | Mansour Bahrami Henri Leconte       | 6–3, 7–63                     |
| Incontri sul No. 1 Court             |                                     |                                     |                               |
| Turno                                | Vincitore                           | Perdente                            | Punteggio                     |
| 4º turno singolare maschile          | Novak Đoković [1]                   | Kevin Anderson [14]                 | 6–7, 66–7, 6–1, 6–4, 7–5      |
| Quarti di finale singolare femminile | Garbiñe Muguruza [20]               | Timea Bacsinszky [15]               | 7–5, 6–3                      |
| Quarti di finale singolare femminile | Agnieszka Radwańska [13]            | Madison Keys [21]                   | 7–63, 3–6, 6–3                |
| Doppio maschile per invito senior    | Justin Gimelstob Ross Hutchins      | Jonas Björkman Thomas Johansson     | 3–6, 6–2, [10–3]              |
| Incontri sul No. 2 Court             |                                     |                                     |                               |
| Turno                                | Vincitore                           | Perdente                            | Punteggio                     |
| 3º turno doppio misto                | Martina Hingis [7] Leander Paes [7] | Anastasija Rodionova Artem Sitak    | 6–2, 6–2                      |
| Quarti di finale doppio maschile     | Jamie Murray [13] John Peers [13]   | Alexander Peya [8] Bruno Soares [8] | 6-4, 7–63, 6–3                |
| Doppio maschile per invito senior.   | Jeremy Bates Chris Wilkinson        | Guy Forget Cédric Pioline           | 1–6, 6–3, [10–4]              |
| Quarti di finale doppio maschile     | Rohan Bopanna [9] Florin Mergea [9] | Bob Bryan [1] Mike Bryan [1]        | 5–7, 6–4, 7–69, 7–65          |

Teste di serie eliminate:
- Singolare maschile:  Kevin Anderson [14]
- Singolare femminile:  Timea Bacsinszky [15],  Madison Keys [21],  Viktoryja Azaranka [23]
- Doppio maschile:  Bob Bryan /  Mike Bryan [1],  Ivan Dodig /  Marcelo Melo [2],  Marcin Matkowski /  Nenad Zimonjić [7],  Alexander Peya /  Bruno Soares [8]
- Doppio misto:  Juan Sebastián Cabal /   Cara Black [9]

### 8 luglio (9º giorno)
Nella 9ª giornata si sono giocati gli incontri di quarti di finale del singolare maschile e del doppio femminile oltre al terzo turno del doppio misto in base al programma della giornata Archiviato il 12 luglio 2018 in Internet Archive..
| Incontri sui campi principali           | Incontri sui campi principali            | Incontri sui campi principali            | Incontri sui campi principali |
| Incontri sul Centre Court               | Incontri sul Centre Court                | Incontri sul Centre Court                | Incontri sul Centre Court     |
| Turno                                   | Vincitore                                | Perdente                                 | Punteggio                     |
| --------------------------------------- | ---------------------------------------- | ---------------------------------------- | ----------------------------- |
| Quarti di finale singolare maschile     | Andy Murray [3]                          | Vasek Pospisil                           | 6–4, 7-5, 6–4                 |
| Quarti di finale singolare maschile     | Novak Đoković [1]                        | Marin Čilić [9]                          | 6-4, 6-4, 6-4                 |
| Incontri sul No. 1 Court                |                                          |                                          |                               |
| Turno                                   | Vincitore                                | Perdente                                 | Punteggio                     |
| Quarti di finale singolare maschile     | Roger Federer [2]                        | Gilles Simon [12]                        | 6–3, 7–5, 6–2                 |
| Quarti di finale singolare maschile     | Richard Gasquet [21]                     | Stan Wawrinka [4]                        | 6-4, 4-6, 3-6, 6-4, 11-9      |
| Incontri sul No. 2 Court                |                                          |                                          |                               |
| Turno                                   | Vincitore                                | Perdente                                 | Punteggio                     |
| Doppio maschile per invito Round Robin  | Rick Leach Patrick McEnroe               | Jeremy Bates Chris Wilkinson             | 6-3, 6-2                      |
| Quarti di finale doppio femminile       | Ekaterina Makarova [2] Elena Vesnina [2] | Cara Black Lisa Raymond                  | 6-3, 4-6, 8-6                 |
| Doppio femminile per invito Round Robin | Magdalena Maleeva Rennae Stubbs          | Chanda Rubin Sandrine Testud             | 4-6, 6-3, [13-11]             |
| 3º turno doppio misto                   | Elena Vesnina [3] Marcin Matkowski [3]   | Andrea Hlaváčková [16] Łukasz Kubot [16] | 64–7, 6-4, 11-9               |

Teste di serie eliminate:
- Singolare maschile:  Stan Wawrinka [4],  Marin Čilić [9],  Gilles Simon [12]
- Doppio femminile:  Bethanie Mattek-Sands /  Lucie Šafářová [3],  Hsieh Su-wei /  Flavia Pennetta [7],  Casey Dellacqua /  Jaroslava Švedova [9]
- Doppio misto:  Raven Klaasen /  Raquel Kops-Jones [10],  Andrea Hlaváčková [16] /  Łukasz Kubot [16]

### 9 luglio (10º giorno)
Nella 10ª giornata si sono giocati gli incontri di semifinali del singolare femminile, del doppio maschile oltre ai quarti di finale del doppio misto in base al programma della giornata Archiviato il 12 luglio 2018 in Internet Archive..
| Incontri sui campi principali  | Incontri sui campi principali            | Incontri sui campi principali              | Incontri sui campi principali |
| Incontri sul Centre Court      | Incontri sul Centre Court                | Incontri sul Centre Court                  | Incontri sul Centre Court     |
| Turno                          | Vincitore                                | Perdente                                   | Punteggio                     |
| ------------------------------ | ---------------------------------------- | ------------------------------------------ | ----------------------------- |
| Semifinale singolare femminile | Garbiñe Muguruza [20]                    | Agnieszka Radwańska [13]                   | 6–2, 3-6, 6-3                 |
| Semifinale singolare femminile | Serena Williams [1]                      | Marija Šarapova [4]                        | 6–2, 6–4                      |
| Semifinale doppio maschile     | Jamie Murray [13] John Peers [13]        | Jonathan Erlich [Q] Philipp Petzschner [Q] | 4-6, 6-3, 6-4, 6-2            |
| Incontri sul No. 1 Court       |                                          |                                            |                               |
| Turno                          | Vincitore                                | Perdente                                   | Punteggio                     |
| Doppio maschile per invito     | Jonas Björkman Thomas Johansson          | Jamie Delgado Thomas Enqvist               | 6-3, 7-64                     |
| Quarti di finale doppio misto  | Mike Bryan [1] Bethanie Mattek-Sands [1] | Daniel Nestor [8] Kristina Mladenovic [8]  | 7–62, 6–2                     |
| Quarti di finale doppio misto  | Leander Paes [7] Martina Hingis [7]      | Marcin Matkowski [3] Elena Vesnina [3]     | 6-2, 6-1                      |
| Doppio maschile per invito     | Goran Ivanišević Ivan Ljubičić           | Justin Gimelstob Ross Hutchins             | 6-4, 2-6, [10–6]              |
| Doppio maschile per invito     | Albert Costa Fernando González           | Richard Krajicek Mark Petchey              | 4-6, 6-1, [10-5]              |
| Incontri sul No. 2 Court       |                                          |                                            |                               |
| Turno                          | Vincitore                                | Perdente                                   | Punteggio                     |
| Semifinale doppio maschile     | Jean-Julien Rojer [4] Horia Tecău [4]    | Rohan Bopanna [9] Florin Mergea [9]        | 4-6, 6-2, 6-3, 4-6, 13-11     |
| Quarti di finale doppio misto  | Alexander Peya [5] Tímea Babos [5]       | Bruno Soares [2] Sania Mirza [2]           | 3-6, 7-66, 9-7                |
| Quarti di finale doppio misto  | Robert Lindstedt Anabel Medina Garrigues | Horia Tecău [6] Katarina Srebotnik [6]     | 6-4, 1-6, 6-3                 |

Teste di serie eliminate:
- Singolare femminile:  Marija Šarapova [4],  Agnieszka Radwańska [13]
- Doppio maschile:  Rohan Bopanna /  Florin Mergea [9]
- Doppio misto:  Bruno Soares /  Sania Mirza [2],  Marcin Matkowski /  Elena Vesnina [3],  Horia Tecău /  Katarina Srebotnik [6],  Daniel Nestor /  Kristina Mladenovic [8]

### 10 luglio (11º giorno)
Nella 11ª giornata si sono giocati gli incontri di semifinali del singolare maschile, del doppio femminile e del doppio misto in base al programma della giornata Archiviato il 14 luglio 2018 in Internet Archive..
| Incontri sui campi principali     | Incontri sui campi principali            | Incontri sui campi principali            | Incontri sui campi principali |
| Incontri sul Centre Court         | Incontri sul Centre Court                | Incontri sul Centre Court                | Incontri sul Centre Court     |
| Turno                             | Vincitore                                | Perdente                                 | Punteggio                     |
| --------------------------------- | ---------------------------------------- | ---------------------------------------- | ----------------------------- |
| Semifinale singolare maschile     | Novak Đoković [1]                        | Richard Gasquet [21]                     | 7–62, 6-4, 6-4                |
| Semifinale singolare maschile     | Roger Federer [2]                        | Andy Murray [3]                          | 7-5, 7-5, 6-4                 |
| Incontri sul No. 1 Court          |                                          |                                          |                               |
| Turno                             | Vincitore                                | Perdente                                 | Punteggio                     |
| Semifinale doppio femminile       | Martina Hingis [1] Sania Mirza [1]       | Raquel Kops-Jones [5] Abigail Spears [5] | 6-1, 6-2                      |
| Doppio maschile per invito senior | Jeremy Bates Chris Wilkinson             | Joakim Nyström Mikael Pernfors           | 7–5, 6–1                      |
| Semifinale doppio misto           | Leander Paes [7] Martina Hingis [7]      | Mike Bryan [1] Bethanie Mattek-Sands [1] | 6-3, 6-4                      |
| Semifinale doppio misto           | Alexander Peya [5] Tímea Babos [5]       | Robert Lindstedt Anabel Medina Garrigues | 4-6, 6-3, 11-9                |
| Incontri sul No. 2 Court          |                                          |                                          |                               |
| Turno                             | Vincitore                                | Perdente                                 | Punteggio                     |
| Doppio maschile per invito        | Jamie Baker Fabrice Santoro              | Albert Costa Fernando González           | 6-1, 2-6, [11-9]              |
| Semifinale doppio femminile       | Ekaterina Makarova [2] Elena Vesnina [2] | Tímea Babos [4] Kristina Mladenovic [4]  | 6-3, 4-6, 6-4                 |
| Doppio femminile per invito       | Chanda Rubin Nathalie Tauziat            | Jana Novotná Barbara Schett              | 6-4, 3-6, [10-8]              |
| Doppio maschile per invito senior | Jacco Eltingh Paul Haarhuis              | Todd Woodbridge Mark Woodforde           | 7-5, 6-4                      |

Teste di serie eliminate:
- Singolare maschile:  Andy Murray [3],  Richard Gasquet [21]
- Doppio femminile:  Tímea Babos [4] /  Kristina Mladenovic [4],  Raquel Kops-Jones [5] /  Abigail Spears [5]
- Doppio misto:  Mike Bryan [1] /  Bethanie Mattek-Sands [1]

### 11 luglio (12º giorno)
| 11 luglio 2015 15:00 Finale femminile | Serena Williams [1] | 2 - 0 6-4, 6-4 | Garbiñe Muguruza [20] | Centre Court, Wimbledon spettatori: 15.000 |

|     |                         |     |  |
| 54% | Prime di servizio       | 70% |  |
|     |                         |     |  |
| 8   | Doppi falli             | 3   |  |
|     |                         |     |  |
| 15  | Errori gratuiti         | 9   |  |
|     |                         |     |  |
| 29  | Vincenti                | 10  |  |
|     |                         |     |  |
| 12  | Aces                    | 3   |  |
|     |                         |     |  |
| 78% | Vincenti 1ª di servizio | 53% |  |
|     |                         |     |  |
| 35% | Vincenti 2ª di servizio | 33% |  |
|     |                         |     |  |
| 72  | Punti totali            | 57  |  |
|     |                         |     |  |
|     |                         |     |  |

Nella 12ª giornata si giocano gli incontri di finale del singolare femminile, del doppio maschile e femminile in base al programma della giornata Archiviato il 14 luglio 2018 in Internet Archive..
| Incontri sui campi principali     | Incontri sui campi principali         | Incontri sui campi principali            | Incontri sui campi principali |
| Incontri sul Centre Court         | Incontri sul Centre Court             | Incontri sul Centre Court                | Incontri sul Centre Court     |
| Turno                             | Vincitore                             | Perdente                                 | Punteggio                     |
| --------------------------------- | ------------------------------------- | ---------------------------------------- | ----------------------------- |
| Finale singolare femminile        | Serena Williams [1]                   | Garbiñe Muguruza [20]                    | 6-4, 6-4                      |
| Finale doppio maschile            | Jean-Julien Rojer [4] Horia Tecău [4] | Jamie Murray [13] John Peers [13]        | 7-65, 6-4, 6-4                |
| Finale doppio femminile           | Martina Hingis [1] Sania Mirza [1]    | Ekaterina Makarova [2] Elena Vesnina [2] | 5-7, 7-64, 7-5                |
| Incontri sul No. 1 Court          |                                       |                                          |                               |
| Turno                             | Vincitore                             | Perdente                                 | Punteggio                     |
| Finale singolare ragazze          | Sofya Zhuk                            | Anna Blinkova [12]                       | 7-5, 6-4                      |
| Doppio maschile per invito senior | Guy Forget Cédric Pioline             | Joakim Nyström Mikael Pernfors           | 6-3, 6-3                      |
| Semifinale doppio ragazze         | Vera Lapko Tereza Mihalíková          | Anna Brogan [WC] Freya Christie [WC]     | 6-4, 7-5                      |
| Doppio maschile per invito        | Goran Ivanišević Ivan Ljubičić        | Jonas Björkman Thomas Johansson          | 6-1, 1-6, [10-7]              |

Teste di serie eliminate:
- Singolare femminile:  Garbiñe Muguruza [20]
- Doppio maschile:  Jamie Murray [13] /  John Peers [13]
- Doppio femminile:  Ekaterina Makarova [2] /  Elena Vesnina [2]

### 12 luglio (13º giorno)
| 12 luglio 2015 15:00 Finale maschile | Novak Đoković [1] | 3 - 1 7-6(1), 610-7, 6-4, 6-3 | Roger Federer [2] | Centre Court, Wimbledon spettatori: 15.000 Giudice di sedia: Ali Nili |

|     |                         |     |  |
| 66% | Prime di servizio       | 67% |  |
|     |                         |     |  |
| 1   | Doppi falli             | 3   |  |
|     |                         |     |  |
| 16  | Errori gratuiti         | 35  |  |
|     |                         |     |  |
| 46  | Vincenti                | 58  |  |
|     |                         |     |  |
| 13  | Aces                    | 14  |  |
|     |                         |     |  |
| 74% | Vincenti 1ª di servizio | 74% |  |
|     |                         |     |  |
| 60% | Vincenti 2ª di servizio | 49% |  |
|     |                         |     |  |
| 148 | Punti totali            | 138 |  |
|     |                         |     |  |
|     |                         |     |  |

Nella 13ª giornata si giocano gli incontri di finale del singolare maschile e del doppio misto in base al programma della giornata Archiviato il 15 luglio 2018 in Internet Archive..
| Incontri sui campi principali            | Incontri sui campi principali       | Incontri sui campi principali         | Incontri sui campi principali |
| Incontri sul Centre Court                | Incontri sul Centre Court           | Incontri sul Centre Court             | Incontri sul Centre Court     |
| Turno                                    | Vincitore                           | Perdente                              | Punteggio                     |
| ---------------------------------------- | ----------------------------------- | ------------------------------------- | ----------------------------- |
| Finale singolare maschile                | Novak Đoković [1]                   | Roger Federer [2]                     | 7-6(1), 610-7, 6-4, 6-3       |
| Finale doppio misto                      | Leander Paes [7] Martina Hingis [7] | Alexander Peya [5] Tímea Babos [5]    | 6-1, 6-1                      |
| Finale doppio femminile per invito       | Magdalena Maleeva Rennae Stubbs     | Martina Navrátilová Selima Sfar       | 3-6, 7-5, [10-8]              |
| Incontri sul No. 1 Court                 |                                     |                                       |                               |
| Turno                                    | Vincitore                           | Perdente                              | Punteggio                     |
| Finale singolare ragazzi                 | Reilly Opelka                       | Mikael Ymer [12/WC]                   | 7-64, 6-4                     |
| Finale doppio maschile per invito senior | Jacco Eltingh Paul Haarhuis         | Guy Forget Cédric Pioline             | 6-4, 6-4                      |
| Finale doppio ragazzi                    | Lý Hoàng Nam [8] Sumit Nagal [8]    | Reilly Opelka [4] Akira Santillan [4] | 7-64, 6-4                     |

Teste di serie eliminate:
- Singolare maschile:  Roger Federer [2]
- Doppio misto:  Alexander Peya [5] /  Tímea Babos [5]

## Seniors

### Singolare maschile
Novak Đoković ha sconfitto in finale  Roger Federer per 7-6(1), 6(10)–7, 6-4, 6-3.
- È il cinquantaquattresimo titolo in carriera per Đoković, il 6° del 2015, il terzo titolo a Wimbledon, il 9° Slam in carriera.

### Singolare femminile
Serena Williams ha sconfitto in finale  Garbiñe Muguruza per 6-4 6-4.
- È il sessantottesimo titolo in carriera per la Williams, il 4° del 2015, il sesto a Wimbledon, il 21° Slam in carriera (quarto consecutivo).

### Doppio maschile
Jean-Julien Rojer /  Horia Tecău hanno sconfitto in finale  Jamie Murray /  John Peers per 7–6(5), 6-4, 6-4.

### Doppio femminile
Martina Hingis /  Sania Mirza hanno sconfitto in finale  Ekaterina Makarova /  Elena Vesnina per 5-7, 7–6(4), 7-5.

### Doppio misto
Leander Paes /  Martina Hingis hanno sconfitto in finale  Alexander Peya /  Tímea Babos per 6-1, 6-1.

## Junior

### Singolare ragazzi
Reilly Opelka ha sconfitto in finale  Mikael Ymer per 7–6(5), 6-4.

### Singolare ragazze
Sofya Zhuk ha sconfitto in finale  Anna Blinkova per 7-5 6-4.

### Doppio ragazzi
Ly Nam Hoang /  Sumit Nagal hanno sconfitto in finale  Reilly Opelka /  Akira Santillan per 7–6(4), 6-4.

### Doppio ragazze
Dalma Gálfi /  Fanny Stollár hanno sconfitto in finale  Vera Lapko /   Tereza Mihalikova per 6-3, 6-2.

## Tennisti in carrozzina

### Doppio maschile carrozzina
Gustavo Fernandez /  Nicolas Peifer hanno sconfitto in finale  Michael Jeremiasz /  Gordon Reid per 7-5, 5-7, 6-2.

### Doppio femminile carrozzina
Yui Kamiji /  Jordanne Whiley hanno sconfitto in finale  Jiske Griffioen /  Aniek Van Koot per 6-2, 5-7, 6-3.

## Altri eventi

### Doppio maschile per invito
Goran Ivanišević /  Ivan Ljubičić hanno sconfitto in finale  Wayne Ferreira /  Sébastien Grosjean per 6-3, 1-6, [10-5].

### Doppio maschile per invito senior
Jacco Eltingh /  Paul Haarhuis hanno sconfitto in finale  Guy Forget /  Cédric Pioline per 6-4, 6-4.

### Doppio femminile per invito
Magdalena Maleeva /  Rennae Stubbs hanno sconfitto in finale  Martina Navrátilová /  Selima Sfar per 3-6, 7-5, [10-8].

## Teste di serie nel singolare
La seguente tabella illustra le teste di serie dei tornei di singolare, assegnate in base al ranking del 18 giugno 2012, i giocatori che non hanno partecipato per infortunio, quelli che sono stati eliminati, e i loro punteggi nelle classifiche ATP e WTA al 25 giugno 2012 e al 9 luglio 2012. In corsivo i punteggi provvisori.
| Legenda colori             |
| Vincitore                  |
| Finalista                  |
| Semifinalista              |
| Quarti di finale           |
| Eliminati a 1T, 2T, 3T, 4T |
| Non partecipa              |

### Classifica singolare maschile
Le teste di serie maschili sono assegnate seguendo una classifica speciale data dalla somma dei seguenti fattori:
- Punti ATP al 22 giugno 2015.
- 100% dei punti ottenuti sull'erba negli ultimi 12 mesi.
- 75% dei punti ottenuti sull'erba nei 12 mesi ancora precedenti.

| Testa di serie | Ranking | Giocatore              | Punti  | Punti da difendere | Punti conquistati | Nuovo punteggio | Situazione                                   |
| -------------- | ------- | ---------------------- | ------ | ------------------ | ----------------- | --------------- | -------------------------------------------- |
| 1              | 1       | Novak Đoković          | 13,845 | 2,000              | 2,000             | 13,845          | Vittoria in finale contro Roger Federer (2)  |
| 2              | 2       | Roger Federer          | 9,665  | 1,200              | 1,200             | 9,665           | Sconfitta in finale contro Novak Đoković (1) |
| 3              | 3       | Andy Murray            | 7,450  | 360                | 720               | 7,810           | Eliminato in SF da Roger Federer (2)         |
| 4              | 4       | Stan Wawrinka          | 5,790  | 360                | 360               | 5,790           | Eliminato ai QF da Richard Gasquet (21)      |
| 5              | 5       | Kei Nishikori          | 5,660  | 180                | 45                | 5,525           | Ritirato prima del 2T con Santiago Giraldo   |
| 6              | 6       | Tomáš Berdych          | 5,050  | 90                 | 180               | 5,140           | Eliminato al 4T da Gilles Simon (12)         |
| 7              | 8       | Milos Raonic           | 4,440  | 720                | 90                | 3,810           | Eliminato al 3T da Nick Kyrgios (26)         |
| N/A            | 7       | David Ferrer           | 4,490  | 45                 | 0                 | 4,445           | Infortunio al gomito                         |
| 9              | 9       | Marin Čilić            | 3,540  | 360                | 360               | 3,540           | Eliminato ai QF da Novak Đoković (1)         |
| 10             | 10      | Rafael Nadal           | 3,135  | 180                | 45                | 3,000           | Eliminato al 2T da Dustin Brown [Q]          |
| 11             | 11      | Grigor Dimitrov        | 2,600  | 720                | 90                | 1,970           | Eliminato al 3T da Richard Gasquet (21)      |
| 12             | 13      | Gilles Simon           | 2,435  | 90                 | 360               | 2,705           | Eliminato ai QF da Roger Federer (2)         |
| 13             | 12      | Jo-Wilfried Tsonga     | 2,565  | 180                | 90                | 2,475           | Eliminato al 3T da Ivo Karlović (23)         |
| 14             | 14      | Kevin Anderson         | 2,090  | 180                | 180               | 2,090           | Eliminato al 4T da Novak Đoković (1)         |
| 15             | 16      | Feliciano López        | 1,935  | 180                | 45                | 1,800           | Eliminato al 2T da Nikoloz Basilašvili [Q]   |
| 16             | 15      | David Goffin           | 2,010  | 10                 | 180               | 2,180           | Eliminato al 4T da Stan Wawrinka (4)         |
| 17             | 17      | John Isner             | 1,890  | 90                 | 90                | 1,890           | Eliminato al 3T da Marin Čilić (9)           |
| 18             | 18      | Gaël Monfils           | 1,885  | 45                 | 90                | 1,930           | Eliminato al 3T da Gilles Simon (12)         |
| 19             | 19      | Tommy Robredo          | 1,710  | 180                | 10                | 1,540           | Eliminato al 1T da John Millman [Q]          |
| 20             | 22      | Roberto Bautista Agut  | 1,545  | 90+250             | 180+90            | 1,475           | Eliminato al 4T da Roger Federer (2)         |
| 21             | 20      | Richard Gasquet        | 1,610  | 45                 | 720               | 2,285           | Eliminato in SF da Novak Đoković (1)         |
| 22             | 24      | Viktor Troicki         | 1,494  | (45)               | 180               | 1,629           | Eliminato al 4T da Vasek Pospisil            |
| 23             | 25      | Ivo Karlović           | 1,385  | 10+150             | 180+45            | 1,450           | Eliminato al 4T da Andy Murray (3)           |
| 24             | 21      | Leonardo Mayer         | 1,605  | 180                | 90                | 1,515           | Eliminato al 3T da Kevin Anderson (14)       |
| 25             | 27      | Andreas Seppi          | 1,280  | 10                 | 90                | 1,360           | Eliminato al 3T da Andy Murray (3)           |
| 26             | 29      | Nick Kyrgios           | 1,245  | 360                | 180               | 1,065           | Eliminato al 4T da Richard Gasquet (21)      |
| 27             | 26      | Bernard Tomić          | 1,355  | 45                 | 90                | 1,400           | Eliminato al 3T da Novak Đoković (1)         |
| 28             | 23      | Pablo Cuevas           | 1,502  | 10+250             | 10+45             | 1,297           | Eliminato al 1T da Denis Kudla [WC]          |
| 29             | 32      | Guillermo García López | 1,210  | 10                 | 10                | 1,210           | Eliminato la 1T da Pablo Andújar             |
| 30             | 28      | Fabio Fognini          | 1,250  | 90+90              | 45+45             | 1,160           | Eliminato al 2T da Vasek Pospisil            |
| 31             | 31      | Jack Sock              | 1,215  | 45+90              | 10+0              | 1,090           | Eliminato al 1T da Samuel Groth              |
| 32             | 30      | Dominic Thiem          | 1,235  | 10                 | 45                | 1,270           | Eliminato al 2T da Fernando Verdasco         |
| N/A            | 56      | Vasek Pospisil         | 0,870  | 10                 | 360               | 1,220           | Eliminato ai QF da Andy Murray (3)           |

### Classifica singolare femminile
Le teste di serie femminili sono assegnate seguendo la classifica WTA al 26 giugno eccetto nei casi in cui il comitato organizzatore, viste le potenzialità sull'erba di una determinata giocatrice, la includa nelle teste di serie per un tabellone più equilibrato.
| Testa di serie | Ranking | Giocatrice           | Punti  | Punti da difendere | Punti conquistati | Nuovo punteggio | Situazione                                      |
| -------------- | ------- | -------------------- | ------ | ------------------ | ----------------- | --------------- | ----------------------------------------------- |
| 1              | 1       | Serena Williams      | 11,291 | 130                | 2,000             | 13,161          | Vittoria in finale contro Garbiñe Muguruza (20) |
| 2              | 2       | Petra Kvitová        | 6,870  | 2,000              | 130               | 5,000           | Eliminata al 3T da Jelena Janković (28)         |
| 3              | 3       | Simona Halep         | 6,200  | 780+280            | 10+1              | 5,151           | Eliminata al 1T da Jana Čepelová                |
| 4              | 4       | Marija Šarapova      | 5,950  | 240                | 780               | 6,490           | Eliminata in SF da Serena Williams (1)          |
| 5              | 5       | Caroline Wozniacki   | 5,000  | 240                | 240               | 5,000           | Eliminata al 4T da Garbiñe Muguruza (20)        |
| 6              | 6       | Lucie Šafářová       | 4,055  | 780                | 240               | 3,515           | Eliminata al 4T da Coco Vandeweghe              |
| 7              | 7       | Ana Ivanović         | 3,895  | 130                | 70                | 3,835           | Eliminata al 2T da Bethanie Mattek-Sands [Q]    |
| 8              | 8       | Ekaterina Makarova   | 3,575  | 430                | 70                | 3,215           | Eliminata al 2T da Magdaléna Rybáriková         |
| 9              | 9       | Carla Suárez Navarro | 3,345  | 70                 | 10                | 3,285           | Eliminata al 1T da Jeļena Ostapenko [WC]        |
| 10             | 10      | Angelique Kerber     | 3,285  | 430                | 130               | 2,985           | Eliminata al 3T da Garbiñe Muguruza (20)        |
| 11             | 11      | Karolína Plíšková    | 3,210  | 70                 | 70                | 3,210           | Eliminata al 2T da Coco Vandeweghe              |
| 12             | 12      | Eugenie Bouchard     | 3,172  | 1,300              | 10                | 1,882           | Eliminata al 1T da Duan Yingying [Q]            |
| 13             | 13      | Agnieszka Radwańska  | 3,020  | 240                | 780               | 3,560           | Eliminata in SF da Garbiñe Muguruza (20)        |
| 14             | 14      | Andrea Petković      | 2,705  | 130+280            | 130+55            | 2,480           | Eliminata al 3T da Zarina Dijas                 |
| 15             | 15      | Timea Bacsinszky     | 2,605  | 110                | 430               | 2,925           | Eliminata ai QF da Garbiñe Muguruza (20)        |
| 16             | 16      | Venus Williams       | 2,586  | 130                | 240               | 2,696           | Eliminata al 4T da Serena Williams (1)          |
| 17             | 17      | Elina Svitolina      | 2,405  | 10                 | 70                | 2,465           | Eliminata al 2T da Casey Dellacqua              |
| 18             | 18      | Sabine Lisicki       | 2,320  | 430                | 130               | 2,020           | Eliminata al 3T da Timea Bacsinszky (15)        |
| 19             | 19      | Sara Errani          | 2,140  | 10+110             | 70+55             | 2,145           | Eliminata al 2T da Aleksandra Krunić            |
| 20             | 20      | Garbiñe Muguruza     | 2,075  | 10                 | 1300              | 3,365           | Sconfitta in finale contro Serena Williams (1)  |
| 21             | 21      | Madison Keys         | 1,980  | 130                | 430               | 2,280           | Eliminata ai QF da Agnieszka Radwańska (13)     |
| 22             | 23      | Samantha Stosur      | 1,900  | 10                 | 130               | 2,020           | Eliminata al 3T da Coco Vandeweghe              |
| 23             | 24      | Viktoryja Azaranka   | 1,892  | 70                 | 430               | 2,252           | Eliminata ai QF da Serena Williams (1)          |
| 24             | 26      | Flavia Pennetta      | 1,847  | 70                 | 10                | 1,787           | Eliminata al 1T da Zarina Dijas                 |
| 25             | 27      | Alizé Cornet         | 1,845  | 240                | 70                | 1,675           | Eliminata al 2T da Ol'ga Govorcova (Q)          |
| 26             | 25      | Svetlana Kuznecova   | 1,866  | 10                 | 70                | 1,926           | Eliminata al 2T da Kristýna Plíšková            |
| N/A            | 28      | Peng Shuai           | 1,842  | 240                | 0                 | 1,602           | Infortunio alla schiena                         |
| 27             | 29      | Barbora Strýcová     | 1,750  | 430                | 10                | 1,330           | Eliminata al 1T da Sloane Stephens              |
| 28             | 30      | Jelena Janković      | 1,685  | 10                 | 240               | 1,915           | Eliminata al 4T da Agnieszka Radwańska (13)     |
| 29             | 31      | Irina-Camelia Begu   | 1,636  | 70+140             | 130+1             | 1,557           | Eliminata al 3T da Marija Šarapova (4)          |
| 30             | 22      | Belinda Bencic       | 1,980  | 130                | 240               | 2,090           | Eliminata al 4T da Viktoryja Azaranka (23)      |
| 31             | 32      | Camila Giorgi        | 1,480  | 70+60              | 130+30            | 1,510           | Eliminata al 3T da Caroline Wozniacki (5)       |
| 32             | 33      | Caroline Garcia      | 1,475  | 130                | 10                | 1,355           | Eliminata al 1T da Heather Watson               |
| N/A            | 47      | Coco Vandeweghe      | 1,070  | 70                 | 430               | 1,430           | Eliminata ai QF da Marija Šarapova (4)          |

## Punti e montepremi
Il montepremi complessivo è di 26.750.000 £
| Torneo              | Torneo              | V         | F       | SF      | QF      | 4T      | 3T     | 2T     | 1T     | Q  | Q3     | Q2    | Q1    |
| Singolare maschile  | Punti               | 2000      | 1200    | 720     | 360     | 180     | 90     | 45     | 10     | 25 | 16     | 8     | 0     |
| Singolare maschile  | Premi in denaro (£) | 1.880.000 | 940.000 | 470.000 | 241.000 | 127.000 | 77.000 | 47.000 | 29.000 | –  | 14.500 | 7.250 | 3.625 |
| Doppio maschile     | Punti               | 2000      | 1200    | 720     | 360     | 180     | 90     | 0      | –      | –  | –      | –     | –     |
| Doppio maschile     | Premi in denaro (£) | 340.000   | 170.000 | 85.000  | 43.000  | 22.500  | 13.750 | 9.000  | –      | –  | –      | –     | –     |
| Singolare femminile | Punti               | 2000      | 1300    | 780     | 430     | 240     | 130    | 70     | 10     | 40 | 30     | 20    | 2     |
| Singolare femminile | Premi in denaro (£) | 1.880.000 | 940.000 | 470.000 | 241.000 | 127.000 | 77.000 | 47.000 | 29.000 | –  | 14.500 | 7.250 | 3.625 |
| Doppio femminile    | Punti               | 2000      | 1300    | 780     | 430     | 240     | 10     | –      | –      | –  | –      | –     |       |
| Doppio femminile    | Premi in denaro (£) | 340.000   | 170.000 | 85.000  | 43.000  | 22.500  | 13.750 | 9.000  | –      | –  | –      | –     | –     |
| Doppio misto        | Punti               | –         | –       | –       | –       | –       | –      | –      | –      | –  | –      | –     | –     |
| Doppio misto        | Premi in denaro (£) | 100.000   | 50.000  | 25.000  | 12.000  | 6.000   | 3.000  | 1.500  | –      | –  | –      | –     | –     |

### Integrazioni
1. ↑  Questo match è iniziato sul No.1 Court, come programmato, ma, mentre Monfils comandava 3-2 nel quarto set, il match è stato sospeso per oscurità e spostato sotto il tetto del Centre Court, dove, nello stesso giorno, è stato completato.